# Gastó IV de Foix
Gastó IV de Foix, I de Bigorra i XI de Bearn (1425 - Roncesvalls, Regne de Navarra, 21 de juliol de 1472) fou vescomte de Castellbò (1423-1462); i comte de Foix i Bigorra, vescomte de Narbona, Marsan, Gabardà i Lautrec (1436-1472). Era fill de Joan I de Foix, comte de Foix, i de la seva segona esposa, Joana d'Albret.

## Ascens al tron comtal
En néixer va ser nomenat vescomte de Castellbò sota la tutela del seu oncle Mateu I de Comenge. A la mort del seu pare, el 1436, va rebre la resta dels títols nobiliaris.

## Vida política
El 1434 es va casar amb Elionor de Navarra, que fou hereva de Navarra quan el príncep Carles de Viana i la infanta Blanca de Navarra foren desheretats pel seu pare Joan II d'Aragó. Aquest es quedà en propietat el tron de Navarra en ometre el testament de la seva esposa Blanca I de Navarra, el qual deixava hereu al seu fill Carles de Viana. Pel casament d'Elionor amb Gastó IV el rei Joan va donar el govern de Navarra a Gastó IV i el va triar per succeir-lo al tron d'acord amb el Tractat de Barcelona (1455). El 1436 el comte de Foix va renunciar a la qualificació de "comte per la gràcia de Déu".
Va participar en les lluites de França contra els anglesos amb la presa de Tartàs el 1442, Mauléon el 1449, Sent Sever i l'Isle-en-Dodon. El 1453 va culminar la conquesta de Guiena (Dacs, Bordeus i Baiona) i el 1453 va obtenir la decisiva victòria de Castillon que va posar fi a la guerra dels cent anys. Encara després va entrar a Medoc i Cadillac.
El 1447 va incrementar els seus dominis amb la compra del vescomtat de Narbona, el qual va cedir el 1468 al seu fill Joan, que fou també comte d'Etampes i de Pardiac). El 1450 va vendre la baronia de Castellvell al rei d'Aragó, així com algunes terres de la baronia de Montcada. El 1462 va combatre a favor de Joan II a la batalla d'El Pertús i aixecà el setge a la reina Joana Enríquez a la Força Vella. El rei de França per aquest servei li va donar la ciutat de Carcassona. El 1462 va rebre del seu sogre Joan II el comtat de Pallars, confiscat al seu comte, però a la inversa la Generalitat havia confiscat tots els béns dels Foix a Catalunya i els havia cedit al comte de Pallars.
El 3 de desembre de 1455, Joan el Sense Fe i Gastó IV de Foix van signar el Tractat de Barcelona per acordar la successió al tron del Regne de Navarra. El 1458 el comtat de Foix fou elevat a la categoria de comtat-pària i el 1462 el seu fill Gastó es va casar amb Magdalena, filla del rei de França. El 1465 fou nomenat lloctinent i capità general de Guiena i Llenguadoc i se li va donar el vescomtat de Zuberoa que els foixencs havien alliberat dels anglesos el 1449 i restava pendent d'adjudicació.
El 1471 el rei de França no va voler reconèixer els drets dels Foix a Navarra i Gastó es va aliar amb el seu gendre Francesc II duc de Bretanya i amb Carles el temerari, duc de Borgonya, i es va revoltar a la Guiena, però dissolta l'aliança va fugir a Navarra on va encapçalar el partit beaumontès, és a dir els partidaris de la seva dona Elionor.
Va morir a Roncesvalls el 1472. Com que el seu fill i hereu Gastó III de Castellbó havia mort el 1470, l'herència va recaure en el fill d'aquest, Francesc I dit Febus.

## Família

Armes personals de Gastó IV de Foix com a rei consort de Navarra després de casar-se amb Elionor I de Navarra.

Era el fill del comte Joan I de Foix i la seva segona esposa Joana d'Albret. El 30 de juliol de 1436 es casà amb la infanta Elionor de Navarra, futura reina de Navarra. D'aquest matrimoni nasqueren:
- l'infant Gastó de Foix (1444-1470), príncep de Viana, casat amb la princesa Magdalena d'Orleans. Els seus fills esdevindran reis de Navarra
- l'infant Joan de Foix (1450-1500), vescomte de Narbona, pare de Germana de Foix, esposa de Ferran el Catòlic
- l'infant Pere de Foix (1449-1490), cardenal i bisbe d'Arle
- l'infant Jaume de Foix (1455-1500), comte de Montfort
- la infanta Maria de Navarra (1452-1497), casada el 1465 amb Guillem VII de Montferrat
- la infanta Joana de Foix (1454-1476), casada el 1469 amb el comte Joan V d'Armanyac
- la infanta Margarida de Foix (1458-1486), casada el 1471 amb el duc Francesc II de Bretanya
- la infanta Caterina de Foix (v 1460-1497), casada el 1469 amb Gastó II de Candale, pares d'Anna de Candale, reina d'Hongria
- la infanta Isabel de Foix (v 1462-?), casada amb el senyor de Ponts
- la infanta Elionor de Foix, morta jove

Fora del matrimoni, tingué una filla il·legítima: Joana de Foix, casada amb Joan d'Aura, vescomte d'Astier